# Carlos César Burlamaqui
Carlos César Burlamaqui CvC (1775 – 1844) foi governador da província do Piauí e primeiro governador de Sergipe, antiga Capitania de Sergipe Del Rey, emancipada em 8 de julho de 1820 da província da Bahia por meio de carta-régia emitida por D. João VI.

## Biografia
Nascido em Portugal, mas originário de uma família com raízes na República de Lucca na Itália.
A família Burlamaqui é um ramo luso-brasileiro da Família Burlamacchi, que pertencia a uma antiga casa na República de Lucca, no centro da Itália. E a partir do século XIV, ocupou posição entre as famílias da alta nobreza e, em 1436, constituiu gonfalonnier da justiça, dignidade suprema do Estado. Posteriormente gozou das mesmas honras, fazendo parte também do Conselho dos Nobres da cidade de Luca. Vários de seus membros foram recebidos como Cavaleiros de Malta. Entre os seus membros famosos contam, o Conselheiro de Estado, e autor do livro intitulado: Princípios do Direito Natural, Jean-Jacques Burlamaqui (1694-1748) conhecido como filósofo, publicista e moralista genebrino, e o primeiro mártir da unificação italiana o Gonfalonier da República de Luca Francesco Burlamacchi.
No século XVIII, veio a estabelecer-se em Portugal na pessoa do italiano Ippolito Burlamacchi e seu irmão Carlo Burlamacchi. Representando interesses comerciais e políticos da família Burlamacchi em Portugal.
Vindo Ippolito Burlamacchi a se casar com a nobre senhora Matilde Valentina Pedegache Brandão e tendo como filho Carlos César Burlamaqui. Que teve a forma de escrever seu sobrenome modificado para se adaptar melhor ao novo país. Formando assim um ramo luso-brasileiro da família italiana Burlamacchi os Burlamaqui, que teria Carlos como um dos seus patriarcas.
Carlos trocou o comercio pelas armas vindo a se tornar militar, sendo designado capitão de infantaria da Legião de Tropas Ligeiras e em seguida enviado ao Brasil.
Em 1805 se tornou cavaleiro da Ordem de Cristo. No ano seguinte entrou na politica e em 1806 foi nomeado governador da Capitania do Piauí, vindo a sair do governo em 1810. E em 1821 foi nomeado por carta régia de Dom João VI Capitão-Geral da Capitania de Sergipe del Rey, sendo o primeiro governador daquela província até os acontecimentos da Revolução do Porto no mesmo ano.
Com o Independência do Brasil em 1822, Burlamaqui apoiou o movimento já se considerando brasileiro e em agradecimento ao apoio o recém criado Império do Brasil o elevou a condição de Coronel.
Passaria seus últimos dias entre Oeiras no Piauí e o Rio de Janeiro, onde veio a falecer em 23 de Maio de 1844 e foi sepultado envolto em vestes militares na Igreja da Ordem Terceira de São Francisco da Penitência.
Entre seus descendentes famosos está o seu filho o diretor do Museu Nacional e mineralogista Frederico Leopoldo César Burlamaqui, e seu outro filho o político e jornalista Tiberio César Burlamaqui e o seu neto desembargador e politico Polidoro César Burlamaqui, que foi governador do Piauí e Paraná. 

## Familia
A história dos Burlamacchi está intimamente ligada a história de Luca.  Mais de setenta membros da família foram de fato eleitos Gonfaloniers para governar o pequeno Estado, que manteve sua independência desde o século XIV - quando se libertou da subjugação da vizinha Pisa e dos objetivos expansionistas de Florença - até 1799, quando suas poderosas muralhas foram conquistadas, sem um único golpe, pelo exército napoleônico.
A árvore genealógica, diligentemente atualizada ao longo dos séculos, registra informações a partir de 1220. A maioria das informações vem de documentos mantidos na família e no Arquivo Estadual de Luca, que datam de 1218, quando um arquivo mais antigo foi destruído em um incêndio.
Em 1308 houve uma revolta popular, durante a qual os Burlamacchi foram processados junto com outras famílias Nobres, Potentatas e Casatici - esses eram os nomes dados àqueles que eram senhores dos castelos.
A riqueza da família pode ser atribuída acima de tudo à florescente produção e comércio de tecidos de seda finos, pelo qual Luca se destacou até meados do século XVII. A rede comercial do Burlamacchi se estendia de Portugal à França, Suíça e Flandres.
Em 1549, houve um evento trágico para a família. Francesco Burlamacchi, sendo Gonfalonier e chefe da esparsa milícia de Luca, concebeu a ideia de libertar a República de Pisa do domínio da República de Florença e, posteriormente, criar uma confederação de estados na Itália que pudessem viver em paz, sem medo e com ideias liberais. Este movimento não foi bem recebido por Cosimo de Medici, que exigiu a prisão de Francesco e dos outros conspiradores. O povo temendo uma invasão florentina entregou Francesco aos tribunais do Imperador Carlos V, que mantinha a independência de Luca como Cidade Imperial, o resultado foi a tortura e decapitação de Burlamacchi que se negou em entregar seus outros conspiradores.
Quatro séculos depois, Francesco foi proclamado o “primeiro mártir” da unificação da Itália e o povo de Luca ergueu um prestigioso monumento de mármore dele, agora localizado na central Piazza San Michele.
E no século XVIII, Ippolito Burlamacchi e seu irmão Carlo Burlamacchi foram até Portugal representar os interesses comerciais e políticos da família Burlamacchi em Portugal.
Vindo Ippolito Burlamacchi a se casar com a nobre senhora Matilde Valentina Pedegache Brandão e tendo como filho Carlos César Burlamaqui. Juntando assim a nobreza italiana com a nobreza lusitana e criando os Burlamaqui brasileiros.

## Política
Burlamaqui seguindo os passos históricos da sua família, que já tinham liderado por diversas vezes Lucca resolveu entrar na política do Império Português mais especificamente na da colônia do Brasil.
Sendo nomeado governador do Piauí em 1806. E no mesmo ano Camara da Capitania do Piauí começou a exigir maior autonomia em relação ao Maranhão. A reação do governador e capitão-general da Capitania do Maranhão, D. José Tomás de Meneses, foi violenta e vingativa. Em 1810, Burlamaqui foi deposto do cargo de Governador do Piauí, teve seus bens móveis sequestrados e confiscados a Real Fazenda e ao Fisco, preso e conduzido por um destacamento para a Cidade do Maranhão. Sem devassa contra e para se defender das intrigas que fizeram as autoridades maranhenses, Burlamaqui foi substituído por um oficial nomeado pelo governador do Maranhão, contrariando as leis reais. Algum tempo depois, Carlos Burlamaqui foi solto, e, para compensar as perdas sofridas na época de seu Governo no Piauí e sua lealdade a coroa seria nomeado Governador de Sergipe por Dom João VI.
Mas emancipação de Sergipe da Bahia, todavia, contrariava diferentes interesses econômicos, tanto de cidadãos baianos como sergipanos. Sergipe era à altura um importante polo sucroalcooleiro, e sua elite dependia financeiramente e comercialmente da Bahia; esta, por sua vez, perdia uma importante fonte de impostos. Com a Revolução do Porto, a Bahia declara-se fiel as Cortes Portuguesas e reincorpora a província de Sergipe. Tentou-se impedir a posse de Carlos César Burlamaqui, o que acabou por se efetivar. Menos de um mês de governo, Burlamaqui foi deposto e preso por tropas baianas enviadas a São Cristóvão.
Sergipe só voltaria a se emancipar após a Guerra da Independência do Brasil e a deposição do governo pró-Portugal da Bahia.